# Даллол
Далло́л (амхарский: ዳሎል) — местность и поселение на севере Эфиопии в районе впадины Данакиль.
Расположен в области Афар, находится в котловине Афар, на высоте 130 м ниже уровня моря. Согласно данным Центрального агентства по статистике Эфиопии (2005) поселение было необитаемо.
В настоящее время Даллол считается поселением с наиболее высокой среднегодовой температурой. За период с 1960 по 1966 год среднегодовая температура составила 34,4 °C, что является абсолютным максимумом среднегодовой температуры.
Даллол также является одним из самых труднодоступных мест на планете, в регионе отсутствуют дороги, сообщение с этим местом существует через караванные пути, направляемые для сбора и доставки соли.
Близ поселения находился вулкан Даллол, последнее извержение которого проходило в 1926 году. Вулкан расположен ниже уровня моря (−48 м).

## История
В Даллоле действовало калийное производство, остановленное в годы Первой мировой войны. В апреле 1918 года было завершено строительство узкоколейной железнодорожной дороги до порта Мэрса-Фатма длиной 28 км. С 1925 по 1929 год итальянской компанией «Compagnia Mineraria dell’Africa orientale (Comina)», было добыто 25 тыс. т сильвинита, который был доставлен по магистрали в порт.
«The Dallol Co.» реализовал несколько тонн соли из этих мест в Индию в 1951—1953 гг. В 1960-х горнодобывающая компания «Parsons Company» провела геологическое изучение этих мест с бурением скважин.
В 2004 году National Geographic показал сюжет об этих местах. Согласно исследователям в Даллоле сохранились некоторые здания.

## Климат
| Показатель              | Янв. | Фев. | Март | Апр. | Май  | Июнь | Июль | Авг. | Сен. | Окт. | Нояб. | Дек. | Год  |
| ----------------------- | ---- | ---- | ---- | ---- | ---- | ---- | ---- | ---- | ---- | ---- | ----- | ---- | ---- |
| Абсолютный максимум, °C | 39   | 42   | 48   | 46   | 49   | 48   | 49   | 48   | 48   | 46   | 44    | 41   | 49   |
| Средний максимум, °C    | 36,1 | 36,1 | 38,9 | 40,6 | 44,4 | 46,7 | 45,6 | 45,0 | 42,8 | 41,7 | 39,4  | 36,7 | 41,2 |
| Средняя температура, °C | 30,3 | 30,5 | 32,5 | 33,9 | 36,4 | 38,6 | 38,7 | 37,6 | 37,3 | 35,6 | 33,2  | 30,8 | 34,6 |
| Средний минимум, °C     | 24,6 | 24,6 | 26,0 | 27,1 | 28,5 | 30,4 | 31,8 | 31,1 | 31,6 | 29,6 | 27,1  | 25,7 | 28,2 |
| Абсолютный минимум, °C  | 22   | 22   | 21   | 21   | 23   | 25   | 24   | 24   | 27   | 26   | 24    | 24   | 21   |